# St. Jakobus (Kiefenholz)

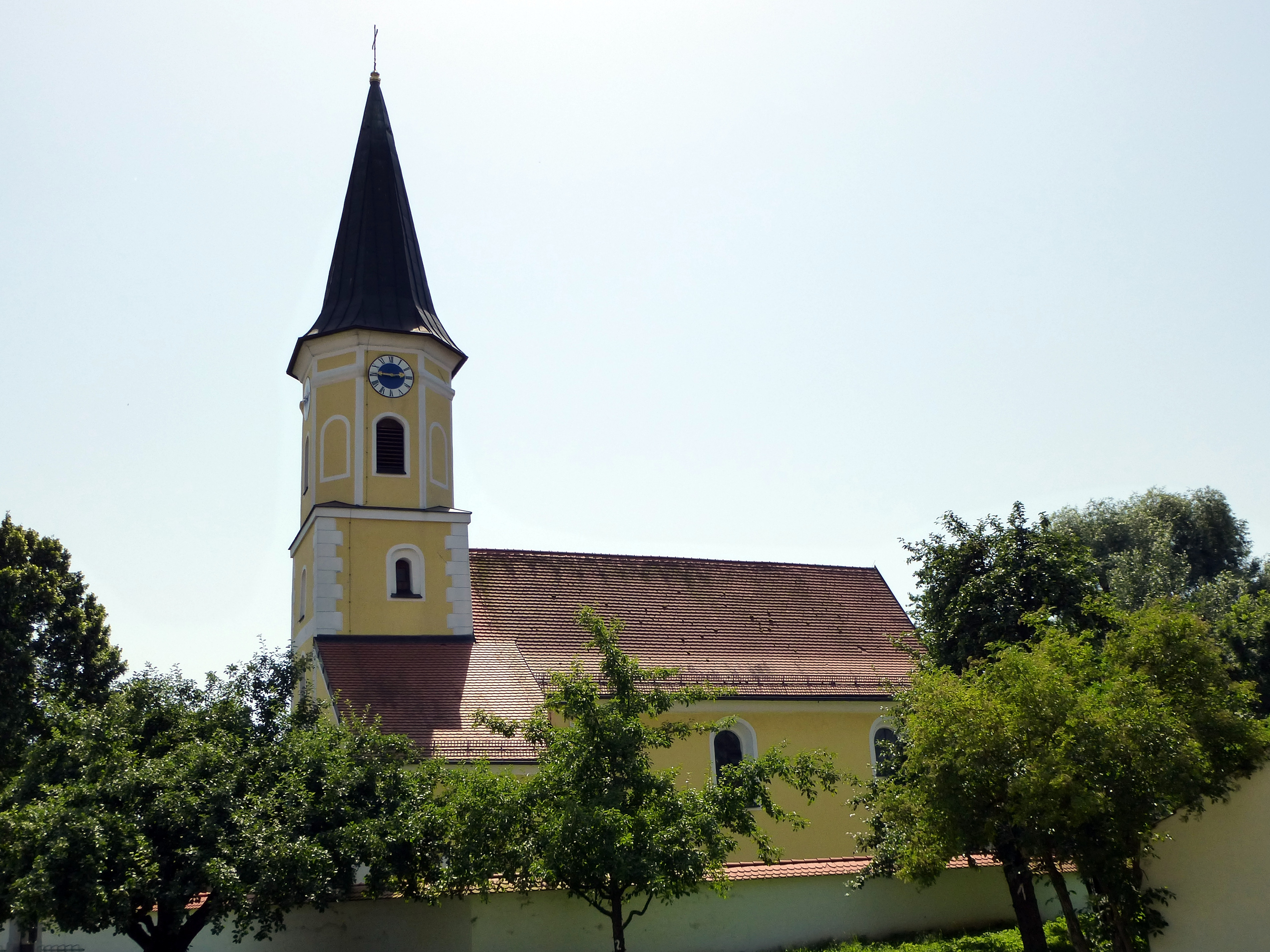
Filialkirche St. Jakobus Kiefenholz

Die römisch-katholische Kirche St. Jakobus (Sankt Jakob der Ältere) ist eine Filialkirche in Kiefenholz, einem Dorf und Ortsteil der Stadt Wörth an der Donau in der Oberpfalz in Bayern, und mittelalterlichen Ursprungs. Sie gehört zur Pfarrei Wörth an der Donau im Bistum Regensburg.

## Geschichte und Baubeschreibung

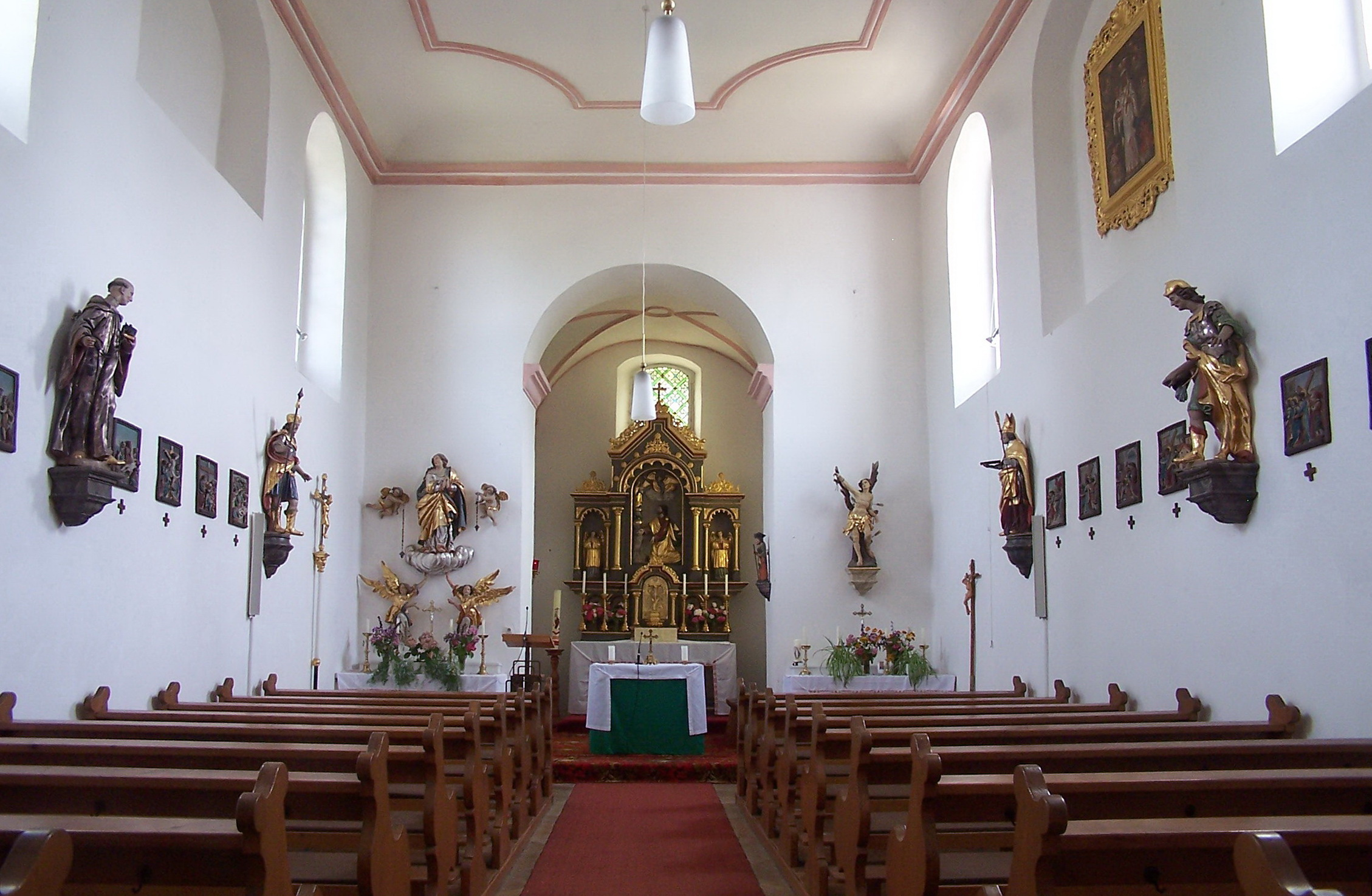
Kircheninnenraum

Ein Kirchenbau in Kiefenholz wird im Jahr 1146 erstmals in einer Urkunde erwähnt. Die heutige Kirche, hat ein quadratisches Turmuntergeschoss aus dem Mittelalter. In ihm befindet sich der Chor. Die Erhöhung des östlichen Turms und der Bau des Langhauses gehen in das 17. und 18. Jahrhundert zurück. Die Obergeschosse des Turmes sind achteckig und mit einem gekröpften Spitzhelm bedeckt. Die Sakristei besitzt ein Pultdach und befindet sich nördlich am Kirchturm.
Im Jahr 1833 erfolgte eine Außenrenovierung, 1891 eine Innenrestaurierung. 1903 wurde das Bauwerk neu verputzt und das Turmdach erneuert. Im Jahr 1914 wurde die Sakristei neu erbaut, die Kirche auf 122 Sitzplätze erweitert sowie der Kirchenbau mit elektrischem Strom versorgt. 1952 ist eine neue Orgel als Ersatz für das Instrument aus dem Jahr 1891 angeschafft worden. 1962 wurde die Kirche ebenfalls gründlich renoviert, dabei die Kanzel und das Altargitter entfernt sowie der Kreuzweg umgestaltet und die Außenfassade verändert. 1985 und 1986 erfolgte eine weitere gründliche Innen- und Außenrenovierung sowie eine Renovierung der Kirchenorgel.

## Glocken

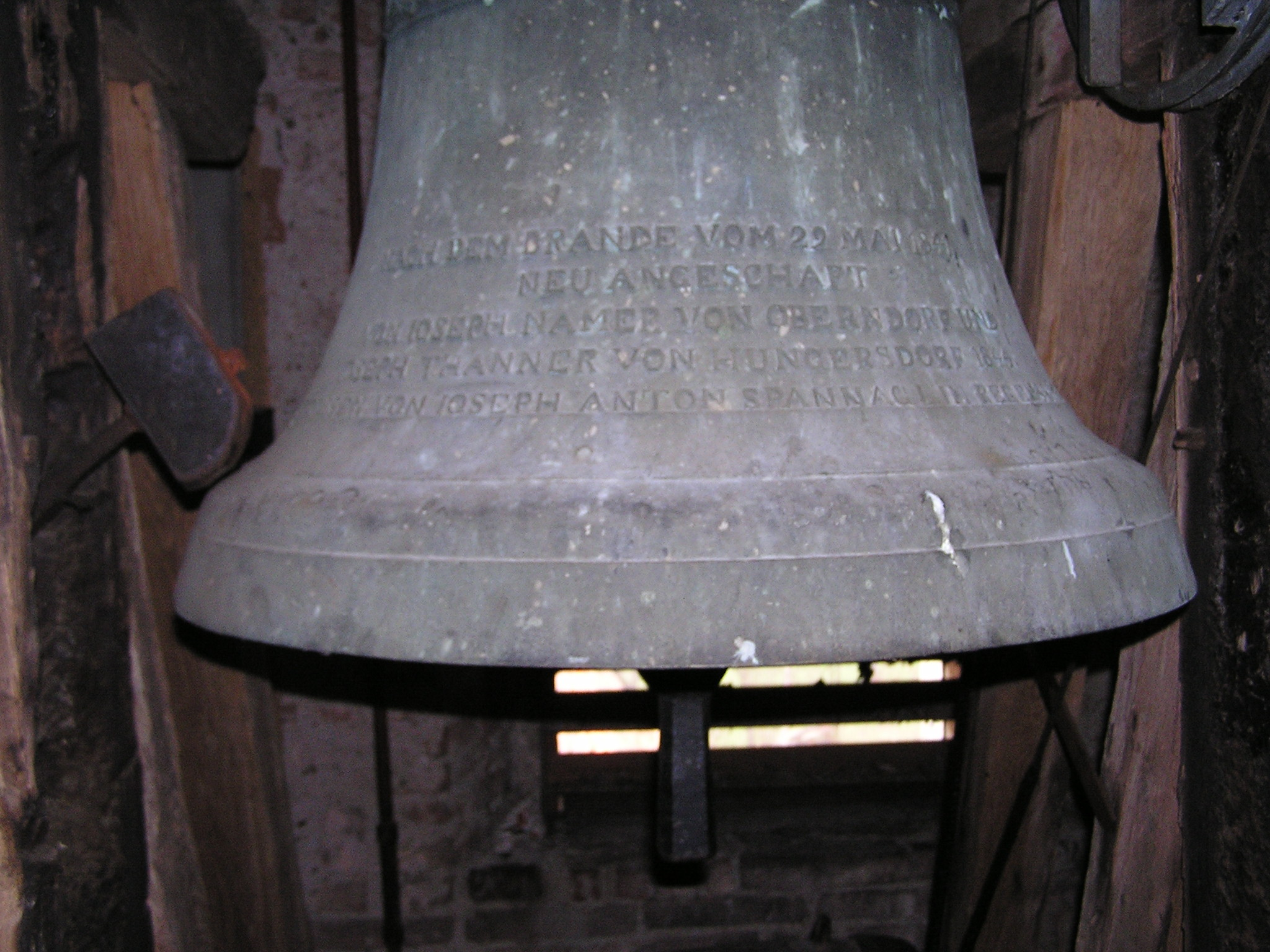
Kirchenglocke von 1841

Im Turm hängen zwei Glocken: Eine von Ulrich Deigner, Regensburg, aus dem Jahr 1626 sowie eine Kirchenglocke des Glockengießers Joseph Anton Spannagel aus Regensburg von 1841. Diese für Wörth sehr bedeutende Kirchenglocke hing bis 1946 in der Wörther Pfarrkirche St. Petrus und wurde anlässlich des großen Wörther Marktbrandes vom 29. Mai 1841 von Josef Thanner, Hofbesitzer in Hungersdorf (ehem. Ortsteil von Wörth) gestiftet. Sie überdauerte sowohl den Ersten, wie auch den Zweiten Weltkrieg. Im Jahr 1970 wurde eine neue Turmuhr und ein elektrisches Geläut angeschafft.

## Besonderheiten
In der Kirche befinden sich zahlreiche Holzfiguren aus der Zeit der Spätgotik, aber auch aus dem 18. Jahrhundert.
Im Vorraum der Kirche ist eine Gedenktafel für die Gefallenen beider Weltkriege angebracht.